# مارتین کوکال
مارتین کوکال (انگلیسی: Martin Koukal; ۲۵ september ۱۹۷۸ (۴۶ سال) – ) اسکی‌باز صحرانوردی اهل جمهوری چک بود.
وی در مسابقات کشوری و بین‌المللی در مجموع برندهٔ ۱ مدال طلا، ۲ مدال برنز شده‌است.